# Auswandererlied
Als Auswandererlieder bezeichnet man Lieder, welche die Emigration zum Gegenstand haben. Hierbei kann es sich um Warnungen vor oder Werbung für die Auswanderung handeln; viele Auswandererlieder haben auch die Auswanderung selbst zum Gegenstand. Bekannte Auswandererlieder sind das Kaplied von Christian Friedrich Daniel Schubart oder das Amerikalied von Samuel Friedrich Sauter. Auswandererlieder finden als Quellenmaterial in der historischen Forschung Verwendung.
Lieder dieses Typus arbeiten oft – ähnlich anderen Auswanderer-Selbstdokumentationen wie zum Beispiel Briefe – mit einem Territoriumsvergleich, in dem die alte und neue Heimat verglichen wird. So heißt es in dem Lied Es ist kein Leben nimmermehr:
Es ist kein Leben nimmermehr
Im alten Land Tyrol,
Drum schickten sie von Perú her,
Ob man nicht kommen woll.
Man kriegt dort an die 60 Jauch
Und Geld genug dazu,
Drum greif ich froh zum Wanderstab
Und reise nach Perú, Perú, Perú.